# Jugoslav Ivić
Jugoslav Ivić (Subotica, 1968.), srpski glazbenik, televizijski kamerman i snimatelj tona Svira klavijature.
Po zanimanju je ENG snimatelj, televizijski kamerman i snimatelj tona. Glazbom se bavi od rane mladosti. Osnivač je i autor stranica "Sva ta muzika" Subotica. Svirao u brojnim subotičkim bendovima, s kojima je izdao nekoliko albuma i sudjelovao na više festivala. Svirao u Carte blanche na albumu "Noć u Zimbabweu". Heavy rock bendu Indijanci snimao je album "Ne može biti veselije". Tehnički asistent na albumu Lajkó Félix És Zenekara istoimenog izvođača.
Snimatelj novogodišnje pjesme Idemo dalje zajedno s Draganom Malinovićem, u izvedbi Subotičkih zvezda.

## Vanjske poveznice
- YouTube Jugoslav Ivić
- Facebook Jugoslav Ivić
- Sva ta muzika